# Fontenay-près-Chablis
Fontenay-près-Chablis ist eine französische Gemeinde mit 136 Einwohnern (Stand 1. Januar 2022) im Département Yonne in der Region Bourgogne-Franche-Comté (vor 2016 Bourgogne) im Osten Frankreichs. Die Gemeinde gehört zum Arrondissement Auxerre und zum Kanton Chablis.

## Geographie
Fontenay-près-Chablis liegt etwa 16 Kilometer ostnordöstlich von Auxerre. Umgeben wird Fontenay-près-Chablis von den Nachbargemeinden Maligny im Norden und Nordwesten, Chablis im Süden und Osten sowie La Chapelle-Vaupelteigne im Westen.
Die Gemeinde liegt im Weinbaugebiet Bourgogne.

## Bevölkerungsentwicklung
| Jahr                      | 1962 | 1968 | 1975 | 1982 | 1990 | 1999 | 2006 | 2013 |
| ------------------------- | ---- | ---- | ---- | ---- | ---- | ---- | ---- | ---- |
| Einwohner                 | 181  | 178  | 177  | 164  | 144  | 138  | 133  | 139  |
| Quelle: Cassini und INSEE |      |      |      |      |      |      |      |      |

## Sehenswürdigkeiten
- Kirche Saint-Quentin